# Canthocamptus subsalus
Canthocamptus subsalus is een eenoogkreeftjessoort uit de familie van de Canthocamptidae. De wetenschappelijke naam van de soort is voor het eerst geldig gepubliceerd in 1895 door Brady.